# Земная кора
Земна́я кора́ — внешняя твёрдая оболочка (кора) Земли, верхняя часть литосферы. С внешней стороны большая часть коры покрыта гидросферой, а меньшая находится под воздействием атмосферы.

## Описание
Земная кора схожа по структуре с корой большинства планет земной группы, за исключением Меркурия. Кроме того, кора схожего типа есть на Луне и многих спутниках планет-гигантов. При этом Земля уникальна тем, что обладает корой двух типов: континентальной и океанической. Для земной коры характерны постоянные движения: горизонтальные и колебательные.
Большей частью кора состоит из базальтов. Масса земной коры оценивается в 2,8⋅1019 тонн (из них 21 % — океаническая кора и 79 % — континентальная). Кора составляет лишь 0,473 % общей массы Земли. Средняя плотность континентальной коры составляет 2,835 г/см3, при этом её плотность увеличивается с глубиной — от 2,66 г/см3 у поверхности до 3,1 г/см3 у основания.
Ниже коры находится мантия, которая отличается составом и физическими свойствами — она более плотная, содержит в основном тугоплавкие элементы. Разделяет кору и мантию граница Мохоровичича, на которой происходит резкое увеличение скоростей сейсмических волн.

## Океаническая кора
Океаническая кора состоит главным образом из базальтов. Согласно теории тектоники плит, она непрерывно образуется в срединно-океанических хребтах, расходится от них и поглощается в мантию в зонах субдукции. Поэтому океаническая кора относительно молодая, и самые древние её участки датируются поздней юрой.
Толщина океанической коры практически не меняется со временем, поскольку в основном она определяется количеством расплава, выделившегося из материала мантии в зонах срединно-океанических хребтов. До некоторой степени влияние оказывает толщина осадочного слоя на дне океанов. В разных географических областях толщина океанической коры колеблется в пределах 5—10 километров (9—12 километров вместе с водой).
В рамках стратификации Земли по механическим свойствам, океаническая кора относится к океанической литосфере. Толщина океанической литосферы, в отличие от коры, зависит в основном от её возраста. В зонах срединно-океанических хребтов астеносфера подходит очень близко к поверхности, и литосферный слой практически полностью отсутствует. По мере удаления от зон срединно-океанических хребтов толщина литосферы сначала растёт пропорционально её возрасту, затем скорость роста снижается. В зонах субдукции толщина океанической литосферы достигает наибольших значений, составляя 130—140 километров.

## Континентальная кора
Континентальная (материковая) кора имеет трёхслойное строение (осадочный, гранитный и базальтовый слои). Верхний слой представлен прерывистым покровом осадочных пород, который развит широко, но редко имеет большую мощность. Большая часть коры сложена верхней корой — слоем, состоящим главным образом из гранитов и гнейсов, обладающих низкой плотностью и древней историей. Исследования показывают, что большая часть этих пород образовались очень давно, около 3 миллиардов лет назад. Ниже находится нижняя кора, состоящая из метаморфических пород — гранулитов и им подобных.

### Состав континентальной коры
Земную кору составляет сравнительно небольшое число элементов. Около половины массы земной коры приходится на кислород, более 25 % — на кремний. Всего 18 элементов: O, Si, Al, Fe, Ca, Na, K, Mg, H, Ti, C, Cl, P, S, N, Mn, F, Ba — составляют 99,8 % массы земной коры (см. таблицу ниже).
Распространённость элементов
| Элемент   | Порядковый номер | Содержание, % массы | Молярная масса | Содержание, % ат. |
| --------- | ---------------- | ------------------- | -------------- | ----------------- |
| Кислород  | 8                | 49,13               | 16             | 53,52             |
| Кремний   | 14               | 26,0                | 28,1           | 16,13             |
| Алюминий  | 13               | 7,45                | 27             | 4,81              |
| Железо    | 26               | 4,2                 | 55,8           | 1,31              |
| Кальций   | 20               | 3,25                | 40,1           | 1,41              |
| Натрий    | 11               | 2,4                 | 23             | 1,82              |
| Калий     | 19               | 2,35                | 39,1           | 1,05              |
| Магний    | 12               | 2,35                | 34,3           | 1,19              |
| Водород   | 1                | 1,00                | 1              | 17,43             |
| Титан     | 22               | 0,61                | 47,9           | 0,222             |
| Углерод   | 6                | 0,35                | 12             | 0,508             |
| Хлор      | 17               | 0,2                 | 35,5           | 0,098             |
| Фосфор    | 15               | 0,125               | 31,0           | 0,070             |
| Сера      | 16               | 0,1                 | 32,1           | 0,054             |
| Марганец  | 25               | 0,1                 | 54,9           | 0,032             |
| Фтор      | 9                | 0,08                | 19,0           | 0,073             |
| Барий     | 56               | 0,05                | 137,3          | 0,006             |
| Азот      | 7                | 0,04                | 14,0           | 0,050             |
| Остальные | —                | ~0,2                | —              | —                 |

Определение состава верхней континентальной коры стало одной из первых задач, которую взялась решать молодая наука геохимия. Собственно из попыток решения этой задачи и появилась геохимия. Эта задача весьма сложна, поскольку земная кора состоит из множества пород разнообразного состава. Даже в пределах одного геологического тела состав пород может сильно варьировать. В разных районах могут быть распространены совершенно разные типы пород. В свете всего этого и возникла задача определения общего, среднего состава той части земной коры, что выходит на поверхность на континентах. С другой стороны, сразу же возник вопрос о содержательности этого термина.
Первая оценка состава верхней земной коры была сделана Франком Кларком. Кларк был сотрудником геологической службы США и занимался химическим анализом горных пород. После многих лет аналитических работ, он обобщил результаты анализов и рассчитал средний состав пород. Он предположил, что многие тысячи образцов, по сути, случайно отобранных, отражают средний состав земной коры (см. Кларки элементов). Эта работа Кларка вызвала фурор в научном сообществе. Она подверглась жёсткой критике, так как многие исследователи сравнивали такой способ с получением «средней температуры по больнице, включая морг». Другие исследователи считали, что этот метод подходит для такого разнородного объекта, каким является земная кора. Полученный Кларком состав земной коры был близок к граниту.
Следующую попытку определить средний состав земной коры предпринял Виктор Гольдшмидт. Он сделал предположение, что ледник, двигающийся по континентальной коре, соскребает все выходящие на поверхность породы, смешивает их. В результате породы, отлагающиеся в результате ледниковой эрозии, отражают состав средней континентальной коры. Гольдшмидт проанализировал состав ленточных глин, отлагавшихся в Балтийском море во время последнего оледенения. Их состав оказался удивительно близок к среднему составу, полученному Кларком. Совпадение оценок, полученных столь разными методами, стало сильным подтверждением геохимических методов.
Впоследствии определением состава континентальной коры занимались многие исследователи. Широкое научное признание получили оценки Виноградова, Ведеполя, Ронова и Ярошевского.
Некоторые новые попытки определения состава континентальной коры строятся на разделении её на части, сформированные в различных геодинамических обстановках.

### Граница между верхней и нижней корой
Для изучения строения земной коры применяются косвенные геохимические и геофизические методы, но непосредственные данные можно получить в результате глубинного бурения. При проведении научного глубинного бурения часто ставится вопрос о природе границы между верхней (гранитной) и нижней (базальтовой) континентальной корой. Для изучения этого вопроса в СССР была пробурена Саатлинская скважина. В районе бурения наблюдалась гравитационная аномалия, которую связывали с выступом фундамента. Но бурение показало, что под скважиной находится интрузивный массив. При бурении Кольской сверхглубокой скважины граница Конрада также не была достигнута. В 2005 году в печати обсуждалась возможность проникновения к границе Мохоровичича и в верхнюю мантию с помощью самопогружающихся вольфрамовых капсул, обогреваемых теплом распадающихся радионуклидов.